# Joachim Balthasar von Dewitz
Joachim Balthasar von Dewitz (ur. 25 lutego 1636 w Hoffelde, zm. 9 kwietnia 1699 w Kolbergu) – był generałem brandenbursko-pruskim, komendantem twierdzy Kołobrzeg.

## Rodzina
Joachim Balthasar był synem Stefana III von Dewitza (1607–1668) i Essy Barbary von Pfuel (1611–1667). Joachim Balthasar von Dewitz był trzykrotnie żonaty. Jego pierwszą żoną była Anna Hedwig von Mörner (ur. 15 września 1650, zm. 1672) z którą miał syna i pięć córek. Jego drugą żoną została Margaretha Dorothea von Dewitz (zm. 1692) dnia 23 kwietnia 1677 roku. Była córką starosty Bernda von Dewitza i Barbary Sophie von Owestin. Para miała dwóch synów i trzy córki. Jego trzecią i ostatnią żoną została w 1694 roku Louise von Derfflinger (zm. 1704). Małżeństwo z córką feldmarszałka Georga von Derfflingera przyniosło mu znaczny majątek, który umożliwił mu odzyskanie dużej części rodzinnego majątku jednak bez zamku w Dobrej.

## Kariera
- Zostaje paziem na dworze Chrystiana I Saksonii-Merseburga
- Rozpoczął służbę wojskową w Brandenburgii
- W pułku kawalerii generała dywizji von Quasta brał udział w wojnie holenderskiej przeciwko Francji w 1672 r. jako kapitan
- W 1673 został awansowany do stopnia majora
- Brał udział w wojnie szwedzko-brandenburskiej w bitwie pod Rathenow.
- W bitwie pod Fehrbellin objął dowództwo po tym, jak dowódca pułku pułkownik von Mörner zginął, a podpułkownik Hennigs został ranny
- Wniósł znaczący wkład w zwycięstwo nad Szwedami i podczas bitwy otrzymał awans do stopnia podpułkownika
- Brał także udział w wyprawach na Pomorze 1675/76, Prusy Wschodnie i Żmudź
- W czasie II wojny północnej był dowódcą brandenburskich oddziałów okupacyjnych w Meklemburgii.
- W kwietniu 1679 awansowany został na stopień pułkownika
- W sierpniu 1686 rzucił się na pomoc oblężonemu przez Duńczyków Hamburgowi
- W 1689 awansował na generała dywizji
- W 1694 awansowany został na generała porucznika
- W 1693 roku został mianowany komendantem Twierdzy Kolberg.